# 東南アジア青年の船

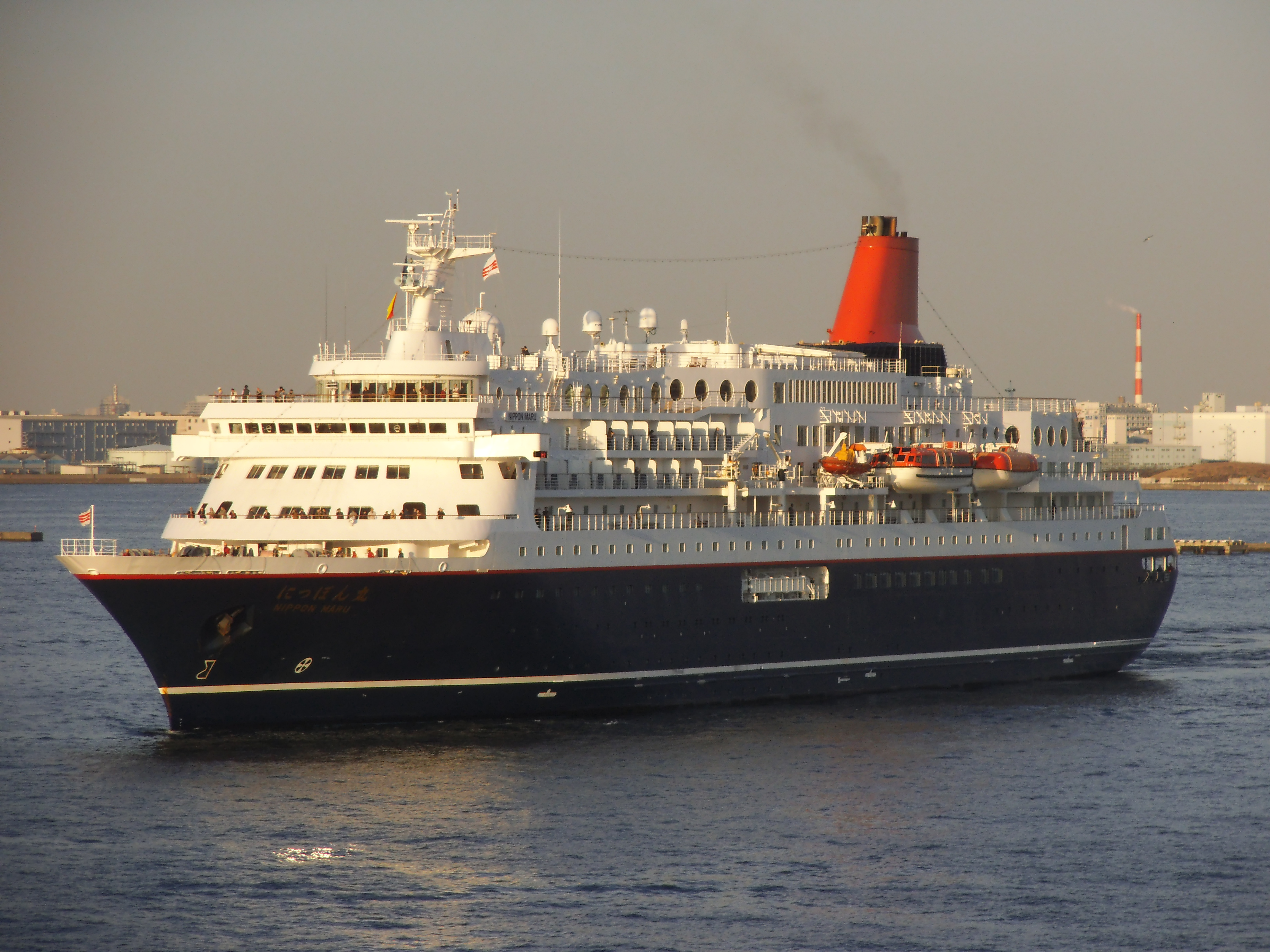
近年本事業に使用されている「にっぽん丸」2012年、横浜港

東南アジア青年の船（とうなんアジアせいねんのふね、英語名 Ship for South East Asian and Japanese Youth Programme, SSEAYP）は日本国内閣府の行う青年国際交流事業の一つである。

## 概要
内閣府の行う青少年の国際交流事業は、1959年（昭和34年）度に当時皇太子だった明仁親王と正田美智子（現：明仁上皇、上皇后美智子）の結婚を記念し、「青年海外派遣」事業が開始されたことが発端となり開始された。
東南アジア青年の船の特徴は、
- 日本とASEAN各国との共同声明に基づいて、昭和49年度から開始
- 日本国内活動の一環として、アセアン各国の青年と日本青年とがディスカッションや文化交流を行う日本・ASEANユースリーダーズサミットを開催 (10周年の2016年度にて終了)
- 客船に乗り例年11月初旬に日本を出港し、東南アジア諸国の港（4~5港　年度により変化）に寄港する
- 寄港地では歓迎式典、課題別視察、ホームステイ（2~3泊）、親善交流などが行われる
- 船中では各国文化紹介、ディスカッション会、国旗掲揚式、クラブ活動などが行われる
- 事業終了後も社会貢献を目的とした事後活動を日本青年国際交流機構などを通じて行う

などである。内閣府の行う青年国際交流事業は他に日本・中国青年親善交流、日本・韓国青年親善交流、世界青年の船がある。なお、類似する「世界青年の船」は平成25年度は内閣府グローバルリーダー育成事業として実施。

## 現在の参加国
- 日本国
- ブルネイ・ダルサラーム国
- カンボジア王国
- インドネシア共和国
- ラオス人民民主共和国
- マレーシア
- ミャンマー連邦共和国
- フィリピン共和国
- シンガポール共和国
- タイ王国
- ベトナム社会主義共和国

## 使用船
- 第1回（昭和49年度）「（初代）にっぽん丸」
- 第2回（昭和50年度）「（初代）にっぽん丸」
- 第31回（平成16年度）「にっぽん丸」
- 第32回（平成17年度）「にっぽん丸」
- 第33回（平成18年度）「にっぽん丸」
- 第34回（平成19年度）「にっぽん丸」
- 第35回（平成20年度）「にっぽん丸」
- 第36回（平成21年度）「ふじ丸」
- 第37回（平成22年度）「ふじ丸」
- 第39回（平成24年度）「ふじ丸」
- 第40回（平成25年度）「にっぽん丸」
- 第41回（平成26年度）「にっぽん丸」
- 第42回（平成27年度）「にっぽん丸」
- 第43回（平成28年度）「にっぽん丸」